# Guillaume Veillet
Pour les articles homonymes, voir Veillet.
Guillaume Veillet est un journaliste culturel et chercheur en ethnomusicologie français né le 16 juin 1975 à Ambilly (Haute-Savoie).

## Biographie
Il étudie à l’Institut d'études politiques de Grenoble, où il enseigne de 2001 à 2005. Parallèlement, il devient journaliste (radio, presse quotidienne et magazine) spécialisé dans la musique et plus largement le spectacle vivant (théâtre, danse contemporaine, arts de la rue).
Il se passionne pour la musique traditionnelle. De 2006 à 2009, il est rédacteur en chef de la revue Trad Magazine.
A l’automne 2009, il sort sur le label Frémeaux & Associés une anthologie des musiques traditionnelles de France en 10 CD (dont le visuel est l’œuvre du dessinateur américain Robert Crumb). Plus de 50 associations et centres d’archives en région, ainsi que l’INA, la Bibliothèque nationale de France, le Musée des Civilisations d’Europe et de Méditerranée (MuCEM), l'Université Laval de Québec et la Phonothèque Nationale Suisse sont partenaires de cette publication, qui rassemble près de 300 enregistrements réalisés sur le terrain entre 1900 et 2009 . Ce travail est récompensé en janvier 2010 par le Grand Prix International du Disque de l'Académie Charles-Cros, mention "Patrimoine".
Il se consacre également à la promotion des musiques françaises à l’étranger. Il collabore au magazine de langue anglaise fRoots et a réalisé plusieurs compilations pour le label britannique World Music Network : The Rough Guide to Paris Café Music (2002) ; The Rough Guide to the Music of France (2003) ; The Rough Guide to Gypsy Swing (2005) ; The Rough Guide to the Music of Paris (2007) ; The Rough Guide to Paris Café 2nd Edition (2010).
Il est l’auteur du site Internet "Langues de France en chansons" pour le Hall de la chanson et le Ministère de la Culture (Délégation générale à la langue française et aux langues de France).
Il collectionne les disques 78 tours, principalement la musique de bal musette des années 1920 et 1930. À l'automne 2010, il sort sur ce thème un coffret de 2 CD intitulé "Accordéon. Musette / Swing. Paris 1925-1954", quatrième volume d'une série de rééditions initiée au début des années 1990 par le guitariste Didier Roussin, toujours chez Frémeaux & Associés.
Il se partage aujourd'hui entre Paris et la Savoie, où il enquête sur le patrimoine oral (chanson, conte, etc.) et travaille à différents projets de publications et d'expositions dans ce domaine. En septembre 2011, il sort, en collaboration avec Alain Basso et l'association Terres d'Empreintes , un livre-CD sur la chanson traditionnelle en Haute-Savoie. Cet ouvrage, intitulé "Bella Louison" en référence à un chant de moisson bien connu en Savoie, met en valeur 40 ans de collectages sonores (de 1966 à 2005). 
Cette publication est suivie à l'automne 2014 par celle de "Kroka la nui, chansons traditionnelles en Savoie", livre-CD consacré au petit village d'Esserts-Blay dans lequel il s'est rendu pendant près de 10 ans pour enregistrer le répertoire des habitants. Le visuel du livre est une nouvelle fois réalisé par Robert Crumb. 
En septembre 2015 sort dans cette même collection un troisième volume, "Triolèt", consacré à la chanson en langue savoyarde (le francoprovençal ou arpitan) et co-écrit avec l'écrivain, metteur en scène et peintre Valère Novarina, qui se charge également du visuel de l'ouvrage. 
Le quatrième volume de la collection, "Bessans qui chante", sort à l'été 2016. Il met en valeur le répertoire chanté du village de Bessans, en Maurienne, et mêle des enregistrements historiques effectués depuis les années 1960 à des collectes récentes (hiver 2015-2016) réalisées sur place lors d'une grande enquête ethnomusicologique en lien avec les habitants.
À l'été 2012, il est commissaire de l'exposition "Monte le son ! Les Alpes en musiques", consacrée à l'univers sonore et musical des Alpes et réalisée pour le Conseil départemental de la Haute-Savoie à La Châtaignière-Rovorée, sur la commune d'Yvoire. Cette exposition est reprise de juin à décembre 2014 au Musée savoisien sous le titre "En avant la musique ! Musiques populaires de Savoie".